# Kia Motors Slovakia
Kia Slovakia s.r.o. je výrobní závod korejské automobilové společnosti Kia Motors, který se nachází u Žiliny v obci Teplička nad Váhom. Je to první a zatím[kdy?] jediný závod této společnosti v Evropě.
Základní kámen byl položen v dubnu 2004, samotná výstavba začala v říjnu 2004, ukončena byla v prosinci 2005. Zkušební výroba byla spuštěna v létě 2006, sériová výroba v prosinci 2006. Výrobní kapacita je 350 tisíc automobilů ročně. Investice představovala 1 miliardu eur. Rozloha závodu je 166 hektarů, v sousedství areálu sídlí dodavatel modulů a systémů, firma Mobis Slovakia.
V roce 2012 byla zastavěná plocha 56,8 ha, v závodě pracovalo přibližně 3 800 lidí a bylo vyrobeno 292 050 aut. Vyráběny byly 4 modely automobilů a 4 typy motorů.
V roce 2013 patřila společnost Kia mezi tři největší plátce cla a DPH na Slovensku. Výška daně odvedené v roce 2013 byla 83 452 000 €, což firmu Kia Motors Slovakia řadí na druhé místo za společností Eustream, a.s.
Modelová řada vyráběná v roce 2021 sestávala z vozů Sportage, Ceed, Ceed Sportswagon, ProCeed a XCeed. V roce 2009 zde byl vyráběn i Hyundai Tucson. Během roku 2017 bylo v závodě vyrobeno celkem 335 600 vozidel, za rok 2020 pak 274 972 kusů (z toho 54% model Sportage a 46% modely rodiny Ceed). 

## Fotogalerie

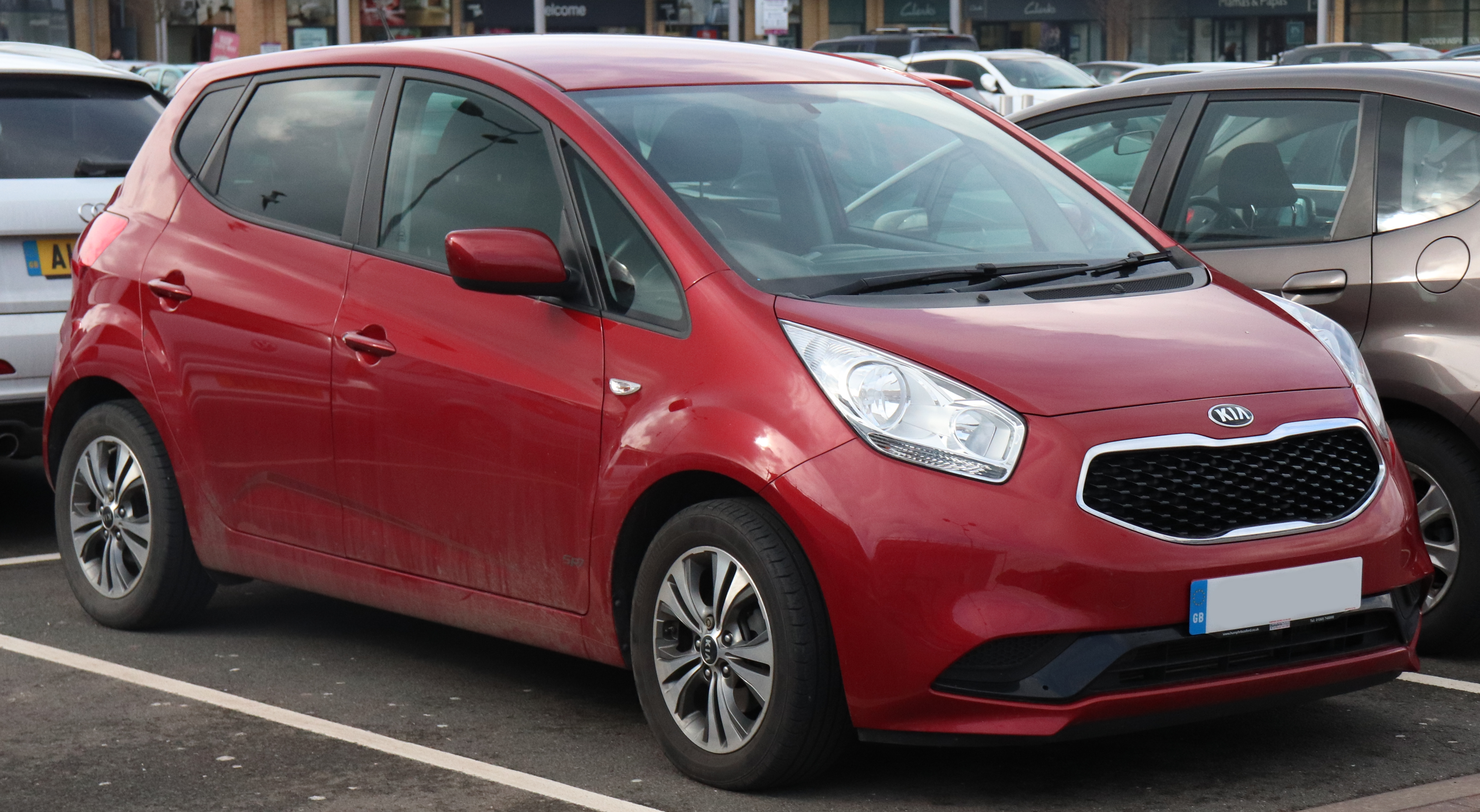
Venga
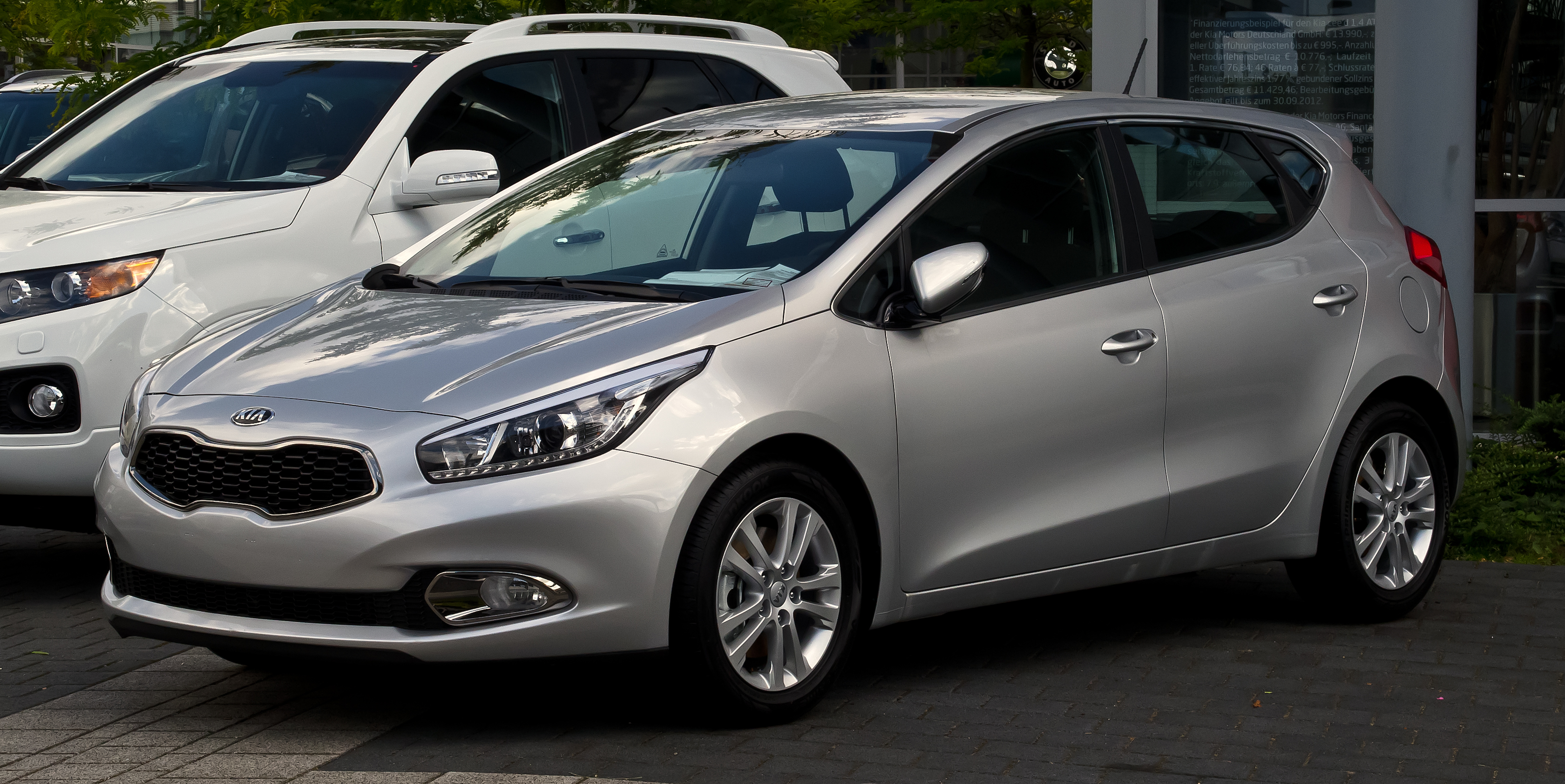
Ceed
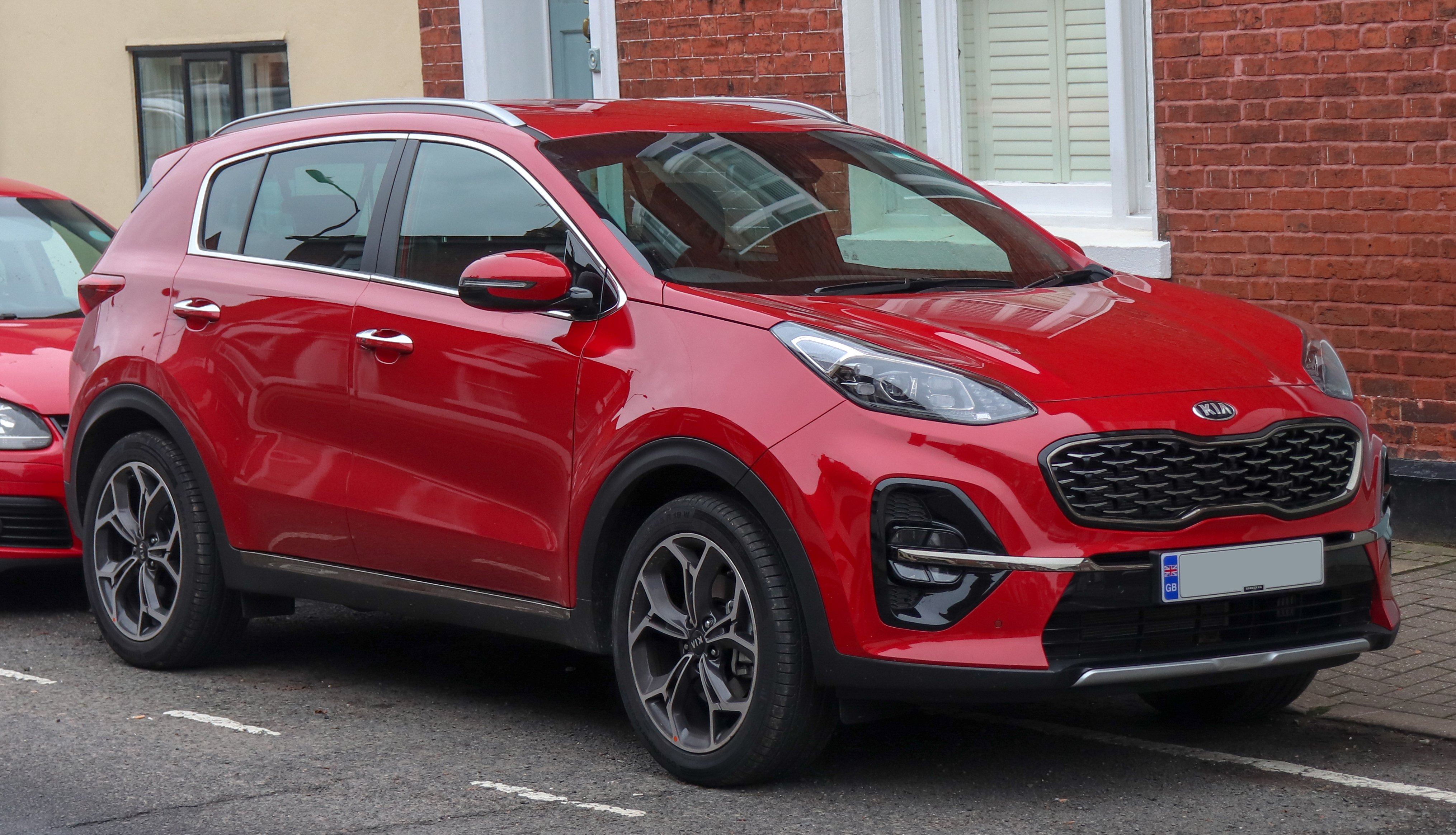
Sportage